# Сен-Касьян
Сен-Касьян (фр. Saint-Cassien) — коммуна во Франции, находится в регионе Рона — Альпы. Департамент коммуны — Изер. Входит в состав кантона Вуарон. Округ коммуны — Гренобль.
Код INSEE коммуны — 38373. Население коммуны на 2012 год составляло 1155 человек. Населённый пункт находится на высоте от 307  до 424  метров над уровнем моря. Муниципалитет расположен на расстоянии около 460 км юго-восточнее Парижа, 75 км юго-восточнее Лиона, 24 км северо-западнее Гренобля. Мэр коммуны — M. Guy Guilmeau, мандат действует на протяжении 2014—2020 гг.
Динамика населения (INSEE):